# 夏川まゆり
夏川 まゆり（なつかわ まゆり、1986年11月3日 - ）は、日本のAV女優。

## 人物・来歴
- 身長：159cm
- 血液型：O型
- スリーサイズ：B 87cm(Dカップ)、W 59cm、H 86cm
- 特技:バスケ、バレエ、ダンス

## 略歴
- 2007年10月にAVデビュー。初体験からまだ数ヶ月というキャッチコピーでデビューした。

## 作品

### アダルトビデオ
- 夏川まゆりデビュ→だょん!（2007年10月25日、kawaii*）
- 学校でセックchu（2007年11月25日、kawaii*）
- LOVEドッピュン!!（2007年12月25日、kawaii*）
- kawaii* BEST 大全集01 1周年ベストだょっ全員集合DX 4時間（2008年1月25日、kawaii*）※総集編
- ハイパーミニミニモザイク（2008年1月25日、kawaii*）
- まゆりが癒してあげる♥（2008年2月25日、kawaii*）
- LOVE♥ドッピュン!!メガ顔射スペシャル！（2008年5月25日、kawaii*）
- まゆりの14400秒あげる（2008年6月25日、kawaii*）
- kawaii* ちゅぱちゅぱフェラチオ4時間（2008年6月25日、kawaii*）
- ドデカちん♥（2008年7月25日、kawaii*）
- kawaii*制服女子校生collection2 4時間（2008年8月25日、kawaii*）※総集編
- ハイパーデジタルモザイクVol.086（2008年9月13日、MOODYZ）
- kawaii* BEST 2008上半期 50タイトルぜ〜んぶ見せちゃうょんDX 4時間（2008年9月25日、kawaii*）※総集編
- 超人気kawaii*美少女8人 ハイパーミニミニモザイク4時間（2008年9月25日、kawaii*）※総集編
- 夏川まゆり・4時間スペシャル（2008年11月25日、kawaii*）※総集編
- kawaii*メガヒット美少女12人4時間（2008年12月25日、kawaii*）※総集編